# Clubul Atletic Universitar Cluj
Clubul Atletic Universitar Cluj a fost fondat de Universitatea Francisc Iosif din Cluj în 1902. La acea vreme Clujul făcea parte din Imperiul Austro-Ungar, așa că numele inițial era în maghiară Kolozsvári Egyetemi Atlétikai Club, pe scurt, KEAC. Clubul a devenit organizația sportivă a studenților clujeni. Secția de fotbal a participat la meciuri oficiale doar din sezonul 1913-14. După Primul Război Mondial a mai activat un sezon la Cluj și apoi în exil la Seghedin (Szeged), Ungaria. S-a întors la Cluj în 1940 unde a activat până la dizolvarea acestuia în 1945.

## Istoric

### Fondarea
În anii de la cumpăna secolelor XIX-XX a fost ridicată uriașa clădire a universității, în care a fost amenajată cea mai mare sală de sport din Clujul acelor ani. Aceasta s-a situat la parterul aripei dinspre strada I. C. Brătianu. Avea o lungime de 26 metri, putea fi despărțită, cu un perete mobil din lemn, într-o sală de scrimă, lungă de 8 metri, și una de gimnastică, de 18 metri. Era înzestrată cu echipament sportiv modern, avea garderobă și vestiar, baie cu dușuri și bazin.
În primăvara anului 1896, scrimerul Lajos Vermes, un sportiv complex, adept înflăcărat al idealului olimpic, a câștigat prin concurs postul de profesor de educație fizică al Universității „Francisc Iosif”(în maghiară Ferenc József). Vermes a înțeles că doar o sală de sport nu acoperă necesitățile de mișcare a studenților. Pe modelul Clubului Universitar de Atletism de la Budapesta (Budapesti Egyetemi Atlétikai Club – B.E.A.C.), întemeiat în 1898, a inițiat și a reușit să întemeieze, în 1902, Clubul Universitar de Atletism din Cluj (Kolozsvári Egyetemi Atkétikai Club – K.E.A.C.), care a devenit organizația sportivă a studenților din Cluj.

### Atletismul

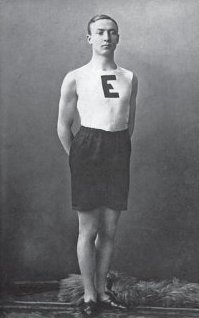
István Somodi

Stadionul Orășenesc Cluj (1911-1960).

Cel mai strălucit sportiv clujean al acelor ani, legitimat al K.E.A.C., a fost István Somodi, student la drept. El a stabilit mai multe recorduri naționale (maghiare) la săritură în înălțime și lungime, important pentru istoria sportului clujean devenind primul clujean medaliat al Jocurilor Olimpice, ediția organizată la Londra, în 1908. Rezultatele sale, prestigiul de care s-a bucurat, au făcut din el un adevărat model pentru ceilalți sportivi studenți. Performanțele lui Somodi au influențat și într-un alt mod viața sportivă din oraș: au reprezentat supremul argument în fața autorităților locale a celor care au solicitat construirea primului stadion al Clujului. Obiectiv realizat în 1911.

### Fotbal
Secția de fotbal a fost înființată în 1913 și echipa a avut primele jocuri oficiale în sezonul 1913-14 al ligii a doua maghiare - seria Transilvaniei, când a terminat pe un onorabil loc 4 din 11 echipe. În sezonul 1918-19 a terminat turul pe locul 3, dar campionatul s-a întrerupt datorită situației politice. Apoi, când Universitatea "Francisc Iosif" a fost desființată de noile autorități câțiva studenți au plecat împreună cu profesorii în exil la Seghedin, de unde aveau să se întoarcă în 1940.
În 1940, se întoarce la Cluj dar nu se reînscrie în campionatul clujean decât anul următor, tot în liga a doua maghiară dar seria s-a numit Matia (Matyas). A terminat în primul sezon(1941-42) de la revenire pe locul 13 din 14, loc retrogradabil, dar după reforma ligilor, începe sezonul 1942-43 în liga a 4a maghiară, Seria Cluj. A terminat pe primul loc cu 38 de puncte, la 5 puncte distanță de locul 2, dar cu un golaveraj zdrobitor 92 - 16. A fost promovată înapoi în liga a 2a, dar în sezonul următor se repetă istoria, termină din nou pe locul 13 din 14. Sezonul 1944-45, a fost organizat în 28 iulie în ligi a doua si a 3a, dar din cauza problemelor financiare din cauza războiului, peste doar o săptămână în 5 august ligile a 2a și a treia au fost comasate ca să se reducă distanțele, oricum, în scurt timp sezonul a trebuit să fie întrerupt din cauza mutării liniei frontului.

## Palmares

### Atletism
Jocurile olimpice de la Londra
 Argint (1): 1908

### Fotbal
Campionatul Național II al Ungariei - Seria Transilvaniei
 Locul 3 (2): 1918-19*, 1944–1945*
Locul 4 (1): 1913-1914
 Campionatul Național IV al Ungariei - Seria Cluj
Campioni(1): 1942–1943
* Sezon întrerupt.